# Équipe de Pologne féminine de kayak-polo
L'équipe de Pologne de kayak-polo est l'équipe féminine qui représente la Pologne dans les compétitions majeures de kayak-polo.
Elle est constituée par une sélection des meilleures joueuses polonaises.
À ce jour, elle n'a remporté aucun titre majeur ni s'est vraiment illustrée dans les grands rendez-vous mondiaux comme les championnats d'Europe ou les championnats du monde. Les équipes espoirs ont déjà remporté des médailles.

## Joueuses actuelles
Sélection pour le Championnat du monde de kayak-polo 2012
| Numéro | Nom                     | Club | Date de naissance |
| ------ | ----------------------- | ---- | ----------------- |
| 1      | Marzena Wala            |      |                   |
| 2      | Krystyna Nowacka        |      |                   |
| 3      | Alena Jahodova          |      |                   |
| 4      | Katarzyna Jarmarkiewicz |      |                   |
| 5      | Justyna Tyrowicz        |      |                   |
| 6      | Marta Bokun             |      |                   |
| 7      | Paulina Kwiatkowska     |      |                   |
| 8      | Marta Bugaj             |      |                   |

## Palmarès
Parcours aux championnats d'Europe
- 2011 : 6e

Parcours aux championnats du Monde
- 2012 : 8e

NQ : Non Qualifiée